# جاناتان آلوز

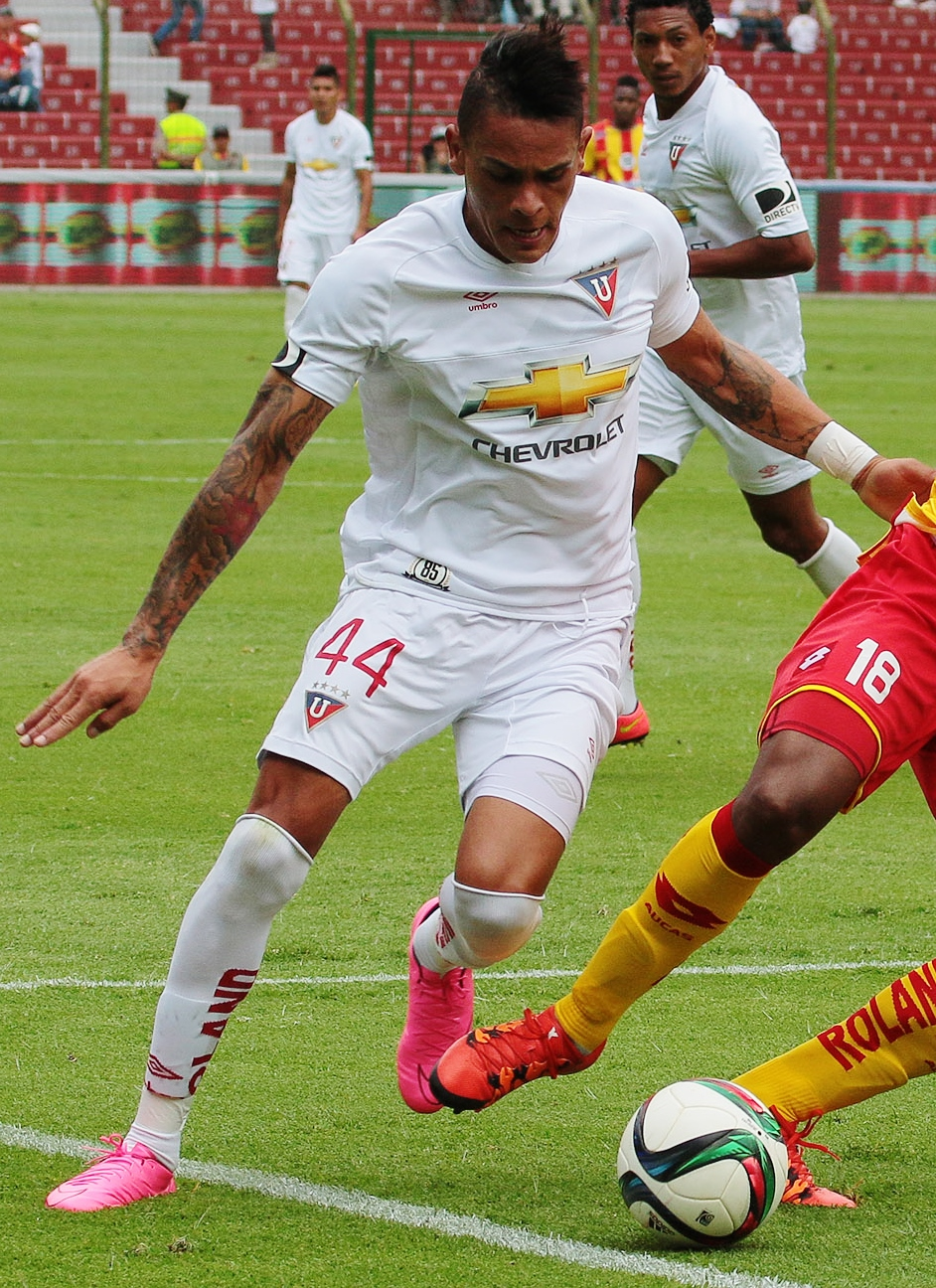
تصویر؛ جاناتان آلوز در نوامبر 2015

جاناتان آلوز (انگلیسی: Jonathan Álvez؛ زادهٔ ۳۱ مهٔ ۱۹۸۸) بازیکن فوتبال اهل اروگوئه است.
از باشگاه‌هایی که در آن بازی کرده‌است می‌توان به باشگاه فوتبال آمریکا، باشگاه فوتبال دانوبیو، و ویتوریا گیمارش اشاره کرد.